# Moenkhausia latissima
Moenkhausia latissima är en fiskart som beskrevs av Eigenmann, 1908. Moenkhausia latissima ingår i släktet Moenkhausia och familjen Characidae. Inga underarter finns listade i Catalogue of Life.